# Myrmoteras marianneae
Myrmoteras marianneae är en myrart som beskrevs av Agosti 1992. Myrmoteras marianneae ingår i släktet Myrmoteras och familjen myror. Inga underarter finns listade i Catalogue of Life.